# Rezerwat przyrody Wrząca
Rezerwat przyrody Wrząca – leśny rezerwat przyrody w gminie Błaszki, w powiecie sieradzkim, w województwie łódzkim. Jest położony w Nadleśnictwie Złoczew, w pn.-zach. części uroczyska Orły, koło wsi Marianów, przy drodze Brąszewice – Wojków. Utworzono go w 1995 r. w celu zachowania dla celów dydaktycznych i naukowych kwaśnej buczyny niżowej na granicy naturalnego występowania buka i jodły. Zajmuje powierzchnię 59,70 ha (akt powołujący podawał 59,10 ha). Lasy rezerwatu w okresie przed II wojną światową wchodziły w skład majątku ziemskiego Wrząca.
W skład rezerwatu wchodzi cienisty, wysokopienny las bukowy ze skąpo wykształconym podszytem i ubogim runem. Silnie zwarty drzewostan składa się głównie z buka. Około 20% tego drzewostanu stanowi także dąb bezszypułkowy. Domieszka innych gatunków drzew jest bardzo nieznaczna, tworzy ją jodła, świerk, brzoza, osika, sosna i modrzew.
Ubogie ze względu na silne zakwaszenie i ocienienie runo ma strukturę skupiskową. Tworzy je kosmatka owłosiona, turzyca pigułkowata, kostrzewa owcza i z mniejszym udziałem: konwalijka dwulistna, szczawik zajęczy, przetacznik leśny i ożankowy. Charakterystyczny jest całkowity brak gatunków siedlisk żyznych oraz stały udział acidofilnych mszaków, tworzących miejscami rozległe darnie. Zwarte kępy nalotów i podszytów jodłowych i świerkowych widoczne są zwłaszcza w pn. części rezerwatu. Bogata jest flora takich płatów: wzrasta udział borówki czarnej, pszeńca zwyczajnego, turzycy pagórkowatej i siewek jarzębu. Sporadycznie występuje widłak jałowcowaty oraz gruszyczka jednostronna i mniejsza. Najstarsze, 110-letnie drzewostany bukowe z sosną i dębem bezszypułkowym porastają wsch. i pd. części rezerwatu na siedliskach lasu mieszanego świeżego.
Stare buki o rozmiarach pomnikowych rosną także w sąsiedztwie rezerwatu, np. przy drodze do leśniczówki rośnie buk o obw. 310 cm. Pn.-zach. granicę rezerwatu wyznaczają 4 buki o obw. ponad 2 m, a na pd. od rezerwatu – buk o obw. 320 cm obwodu.
Według obowiązującego planu ochrony ustanowionego w 2011 roku, obszar rezerwatu objęty jest ochroną ścisłą (20,11 ha) i czynną (39,59 ha).